# Belding (Texas)
Belding ist ein Ort im Pecos County im US-Bundesstaat Texas.

## Geographie
Belding liegt im mittleren Westen von Texas, 16 Kilometer südöstlich von Fort Stockton an der Eisenbahnlinie der Atchison, Topeka and Santa Fe Railway. Der Ort liegt 980 Meter über dem Meeresspiegel und verfügt über keine Wasserflächen.

## Geschichte
Als die Kansas City, Mexico and Orient Railway eine Eisenbahntrasse durch das Pecos County baute, plante die Davenport Irrigation and Land Associates Company, einen Ort an der Eisenbahnstrecke südöstlich Fort Stockton zu errichten. Im Frühjahr 1913 wurden die Pläne der Öffentlichkeit vorgestellt, und der Ort wurde nach A. N. Belding, dem Direktor der Eisenbahngesellschaft, benannt. Eine Infrastruktur für ein Nahversorgungszentrum mit Marktplatz, Hotel, Geschäften usw. war geplant. Im gleichen Jahr erreichte die Eisenbahnlinie Belding, und ein Hotel wurde gebaut. Alle Versuche, Belding als Ort weiterzuentwickeln, scheiterten an den fehlenden Wasserressourcen. Bewässerung landwirtschaftlicher Flächen war nur mit aufwändigen Pumpsystemen möglich, so dass die Produkte der Farmen kaum konkurrenzfähig waren. Schließlich gab man die Ausbaupläne auf, riss das Hotel ab, und nur einige Farmen verblieben in der Gegend. Die verbliebenen Farmen liegen heute entlang des Old Alpine Highways und der Farm Road 2037.